# Hui Te-Rangiora
Hui Te-Rangiora, také Ui-Te-Rangiora (7. či 8. století, Polynésie), byl polynéský náčelník a mořeplavec, jenž údajně jako první doplul k ledovým krám Antarktidy. Legendy o jeho cestách po Tichomoří se po staletí předávají ústní tradicí na ostrově Rarotonga. Přesná doba jeho života a cest není známá, neboť je možné vycházet pouze z genealogických údajů, zachovaných ústní tradicí, tedy ze sčítání doby života jednotlivých generací.

## Cesta na jih
Hui Te-Rangiora se plavil na velké kánoi Te Ivi-O-Atea. Toto jméno je možné přeložit jako „Ateovy kosti“, podle legendy byla loď namísto dřeva postavena z lidských kostí. Snad byly použity kosti mrtvých nepřátel, netvořily však zřejmě konstrukci lodi, ale jen některé výzdobné prvky. Dále byl na stavbu lodi pokácen posvátný strom Te Tamoko-o-te-Rangi.
Podle tradice se kolem roku 650 plavil daleko na jih od Nového Zélandu. Zde se setkal se značnou zimou a s holými skálami bez vegetace, které trčely k nebi přímo z moře. V mlhavém temném místě, kde nesvítí slunce, pokrývala moře pěna z rostliny aroowroot. Ve vodě se vlnily vlasy mořské ženy a byli tu také tajemní tvorové, potápějící se do velké hloubky. Tyto údaje jsou vykládány tak, že se dostal až na hranici jižní polární oblasti nebo ještě dál. Nedokázal přesně popsat, co viděl, protože polární noc, led a sníh byly mimo jeho znalosti a zkušenosti. Kadeře mořské ženy mohou být dlouhé mořské řasy, tajemní tvorové pak kytovci, tuleni nebo mroži. Holé skály rostoucí z moře jsou interpretovány jako ledovce. Škrob, získávaný v Tichomoří z rostliny aroowroot vypadá jako sníh.
Někteří badatelé se podle těchto údajů domnívají, že spatřil dokonce samotnou Antarktidu, respektive Rossovu ledovou bariéru. Byl by tak prvním člověkem, který Antarktidu zahlédl. Antropolog Peter Buck nevěří, že by se z teplého klimatu dostal bez problémů až k hranici zmrzlého moře a předpokládá, že se domorodé legendy o jeho plavbách později smísily s příběhy novověkých kolonizátorů – misionářů, obchodníků i velrybářů. Dosud nejjižnější doklady maorského osídlení byly nalezeny na Enderbyho ostrově.